# 櫨宇土村
櫨宇土村（はじうとむら）は熊本県の天草諸島、天草下島に存在していた村。枦宇土村とも表記した。

## 歴史
- 1889年（明治22年）4月1日 - 町村制の施行に伴い、単独村制。
- 1954年（昭和29年）4月1日 - 櫨宇土村が本渡町、亀場村、志柿村、下浦村、楠浦村、本村、佐伊津村と合併して本渡市が発足。